# فرد اوت

عطسهٔ فرد اوت

فردریک پل اوت (انگلیسی: Frederick Paul Ott زادهٔ ۱۸۶۰ در نیوجرسی، درگذشتهٔ ۲۵ اکتبر ۱۹۳۶ در اورنج غربی، نیوجرسی)، ماشین‌کار ماهر و یکی از کارکنان کلیدی آزمایشگاه‌های توماس ادیسون از دههٔ ۱۸۷۰ تا زمان مرگ ادیسون در سال ۱۹۳۱ بود. تصویر او در دو مورد از نخستین فیلم‌های باقیمانده – ضبط کینتوسکوپی ادیسون از یک عطسه (معروف به عطسهٔ فرد اوت) و فیلم کمتر دیده‌شدهٔ فرد اوت با پرنده‌ای در دست – دیده می‌شود. هر دوی این فیلم‌ها مربوط به سال ۱۸۹۴ هستند.
فیلم عطسهٔ فرد اوت خود به نمادی از سینما تبدیل شد. این فیلم که در نمای نزدیک متوسط گرفته شده‌است، اوت را در حالی نشان می‌دهد که ظاهراً کمی انفیه استعمال می‌کند که باعث عطسهٔ او می‌شود. این فیلم که بعدها با نام عطسه نیز شناخته شد، در اوایل ژانویهٔ ۱۸۹۴ به درخواست مجلهٔ هارپرز ویکلی، که درخواست یک تصویرسازی برای مقاله‌ای پیرامون کینتوسکوپ را داشت، در قالب کمیک ساخته شد.
اوت همکاری خود با ادیسون را در سال ۱۸۷۴ (در سن ۱۴ سالگی) آغاز کرد و به یکی از ارزشمندترین کارمندان و نزدیکترین دوستان این مخترع تبدیل شد. او در کنار برادرش جان اف. اوت، به‌همراه ادیسون روی بسیاری از اختراعات کار کرد و مدت کوتاهی پس از مرگ تقریباً همزمان ادیسون و جان اوت در سال ۱۹۳۱، بازنشسته شد. اوت در ۲۴ اکتبر ۱۹۳۶ در خانهٔ خود در اورنج غربی، نیوجرسی درگذشت.

## فیلم‌شناسی
- ضبط کینتوسکوپی ادیسون از یک عطسه (۱۸۹۴)
- فرد اوت با پرنده‌ای در دست (۱۸۹۴)
- [توماس آلوا ادیسون--اوت‌تیکس] (داستان خبری فاکس موویتون ۵–۵۳۷، ضبط شده در فورت مایرز، فلوریدا، ۱۵ مارس ۱۹۳۰) مجموعه تحقیقات تصویر متحرک دانشگاه کارولینای جنوبی، https://digital.tcl.sc.edu/ digital/collection/MVTN/id/2409.